# Mińsk Mazowiecki
Mińsk Mazowiecki este un oraș în Polonia. În 2015 avea 40272 de locuitori.